# Ташпулатова, Карамат
Карамат Ташпулатова (узб. Каромат Тошпўлатова; 1916 год — 15 февраля 1968 года) — узбекский советский партийный и хозяйственный деятель, первый секретарь Орджоникидзевского райкома Компартии Узбекистана, Ташкентская область, Узбекская ССР. Герой Социалистического Труда (1957).
Трудовую деятельность начала в овощеводческой бригаде местного колхоза. Была избрана секретарём Пискентского райкома ВЛКСМ. В 1941 году вступила в ВКП(Б). Позднее была избрана секретарём Пискентского райкома партии, председателем Калининского райисполкома, первым секретарём Орджоникидзевского райкома Компартии Узбекистана. Занималась организацией сельскохозяйственного производства в Орджоникидзевском районе.
Указом Президиума Верховного Совета СССР от 11 января 1957 года «за выдающиеся успехи, достигнутые в деле развития советского хлопководства, широкое применение достижений науки и передового опыта в возделывании хлопчатника и получение высоких и устойчивых урожаев хлопка-сырца» удостоена звания Героя Социалистического Труда с вручением ордена Ленина и золотой медали «Серп и Молот».
Скончалась в 1968 году.